# Hayashizaki Shigenobu
Hayashizaki Shigenobu (jap. 林崎 重信; * 1542 in Japan) war ein Samurai und der Überlieferung nach der Begründer des Iaidō. Sein Kindheitsname war Asano Tamijimaru (浅野 民治丸) und sein Rufname als Erwachsener war Jinsuke (甚助).
Er verlor schon früh seinen Vater. Der Überlieferung nach betete er 1559 100 Tage lang zur Gottheit Hayashizaka myōjin (林崎明神), im heutigen Ortsteil Hayashizaka der Stadt Murayama, die ihm die Technik des schnellen Schwertziehens offenbarte. Diese nannte er Battōjutsu (抜刀術). Er gründete dann die Schwertkampfschule Shinmusō Hayashizaki-ryū (神夢想林崎流, dt. „Hayashizaki-Schule der göttlichen Vision“).
Unter seinem Einfluss und dem seiner besten Schüler entwickelten sich die verschiedene Iaidō-Stile.